# Sigmund (Wölsungen)
Sigmund  ist eine mythische Gestalt des nordischen Sagenkreises, in diesem Falle aus der Edda. Als Sohn von Wölsung ist er der Enkel von Rerir, Urenkel des Sigi und Odins Ururenkel. Mit seiner Zwillingsschwester Signy zeugte er einen Sohn Sinfiötli, mit dem zusammen er den Mord an seinem Vater Wölsung rächte.
Sein Schwager Siggeir, König von Gautland und Mann der Signy, hatte bei einem Festmahl, zu der die ganze Familie der Wölsungen geladen war, heimtückisch Wölsung getötet und Sigmund sowie seine neun Brüder, zum Sterben, gefesselt im Wald ausgesetzt. Einzig Sigmund überlebte diesen Anschlag, weil ihm seine Schwester Signy half, die ihren Mann ohnehin, und nach dem Anschlag auf ihre Familie erst recht, verabscheute. Sigmund lebte fortan allein im Wald von Gautland, versorgt von seiner Schwester. Diese näherte sich ihrem Bruder unter einem Zauber als junge Völva und verführte ihn, wodurch sie mit Sinfiötli schwanger wurde. Ihren gemeinsamen Sohn, gleichzeitig Sigmunds Neffe, schickt sie, als er älter geworden war, zu seinem Vater in den Wald. Diese beiden lebten als Geächtete, erlebten einige Abenteuer, zwischenzeitlich auch als Werwölfe, bis es ihnen gelang ihren Vater/Großvater Wölsung zu rächen, indem sie den Siggeir töteten. Als kurz darauf Signy starb, gingen Vater und Sohn zurück in ihre Heimat nach Hunaland.
Sigmund, inzwischen König von Hunaland, dem Land seiner Vorfahren, nahm Borghild von Bralund zur Frau und hatte mit ihr zwei Söhne, Helgi und Hamund. Später verstieß er sie, weil sie seinen Erstgeborenen, Sinfiötli vergiftet hatte.
Helgi, sowie Hamund starben samt ihren Nachkommen bei verschiedenen Gelegenheiten, bis nur noch der alte Sigmund als letzter der Wölsungen übrig war.
Dieser heiratete darauf noch einmal eine junge Frau, und zwar Hjördis. Auch er fiel wenig später in der Schlacht, von Odins eigener Hand besiegt, wobei sein Schwert Gram, die Gabe Odins, die er auf der Hochzeit seiner Schwester erhalten hatte, an dessen Speer Gungnir zerbrach. Hjördis bewahrte die zerbrochene Klinge sorgsam auf. Sie gebar einen Knaben Sigurd, welcher der größte Held des Geschlechtes der Wölsungen werden sollte.